# Emily Estefan
Emily Marie Consuelo Estefan (Miami Beach, 5 de diciembre de 1994) es una cantante estadounidense. Es hija del productor Emilio Estefan y de la cantante cubana Gloria Estefan. Ha producido y dirigido su propio álbum debut Take Whatever You Want.

## Biografía
Emily Estefan es hija de Emilio Estefan y Gloria Estefan y nació el 5 de diciembre de 1994 en Miami Beach, Florida. Su madre Gloria estuvo involucrada en un accidente de autobús turístico en 1990, y le habían dicho que nunca tendría más hijos. Tiene un hermano, Nayib, 14 años mayor que ella. Estefan tiene herencia libanesa por parte de su familia paterna. Su abuela materna Gloria Fajardo (de soltera, García) era una intérprete de un club nocturno cubano que huyó de la Revolución cubana al condado de Dade, en Florida.
Estefan estudió en el Miami Country Day School, donde destacó en baloncesto y música. En 2016, se graduó en el Berklee College of Music en Boston, Massachusetts.
Estefan es abiertamente lesbiana y en diciembre de 2016 comenzó una relación con Gemeny Hernández. Sus padres son defensores de la comunidad LGBT.

## Carrera
Debutó como cantante en 2014 en la presentación de Where The Boys Are en el Hollywood Bowl. El 26 de marzo de 2015 actuó ante 100.000 personas en el "Miami Beach 100 Centennial Concert"  y el 27 de abril de 2015 actuó con su madre en la televisión nacional The Today Show.
Lanzó su primer sencillo el 2 de diciembre de 2015. Participó en la composición del tema "If I Never Got to Tell You" del musical On Your Feet!.
Estefan escribió, grabó, produjo e interpretó su álbum debut Take Whatever You Want en los Fairy Light Studios de Boston. Su madre, Gloria, dirigió el sencillo "F# ck to Be".  Grabó videos musicales para "Reigns (Every Night)", "F#ck to Be" (dos versiones) y "Purple Money". Fundó su propio sello musical, Alien Shrimp Records, para producir su propia música y la artistas nuevos y emergentes. En 2016, firmó un contrato de tres años con RED Distribution a través de su productora para la distribución física y digital de sus producciones.
En febrero de 2017, Estefan fue seleccionada como Artista del Mes de Elvis Duran e interpretó su éxito "Reigns (Every Night)" en la cuarta hora del programa Today de NBC (presentado por Hoda Kotb y Kathie Lee Gifford y transmitido a nivel nacional).
Estefan dio su primer gran concierto el 2 de febrero de 2017 en el Gusman Concert Hall durante el Festival Miami Frost School of Music de la Universidad de Miami, donde tocó la batería, la guitarra y el teclado en varios estilos musicales. Justo tras el concierto, su álbum Take Whatever You Want fue lanzado a las 12:01 AM. Más tarde, ese mismo año, Estefan participó en el homenaje a su madre por su carrera musical en el Kennedy Center Honors interpretando la canción "Reach".

## Reconocimientos
En junio de 2020, en honor al 50 aniversario del primer desfile del Día Internacional del Orgullo LGBT, la revista Queerty la nombró entre los cincuenta héroes "que llevan a la nación hacia la igualdad, la aceptación y la dignidad para todas las personas".

## Discografía

### Álbumes
- Take Whatever You Want (2017)

### Individual
- "F#ck to Be" (2016)
- "Reigns (Every Night)" (2017)